# Naturpark Rhein-Westerwald
Koordinaten: 50° 33′ N, 7° 26′ O

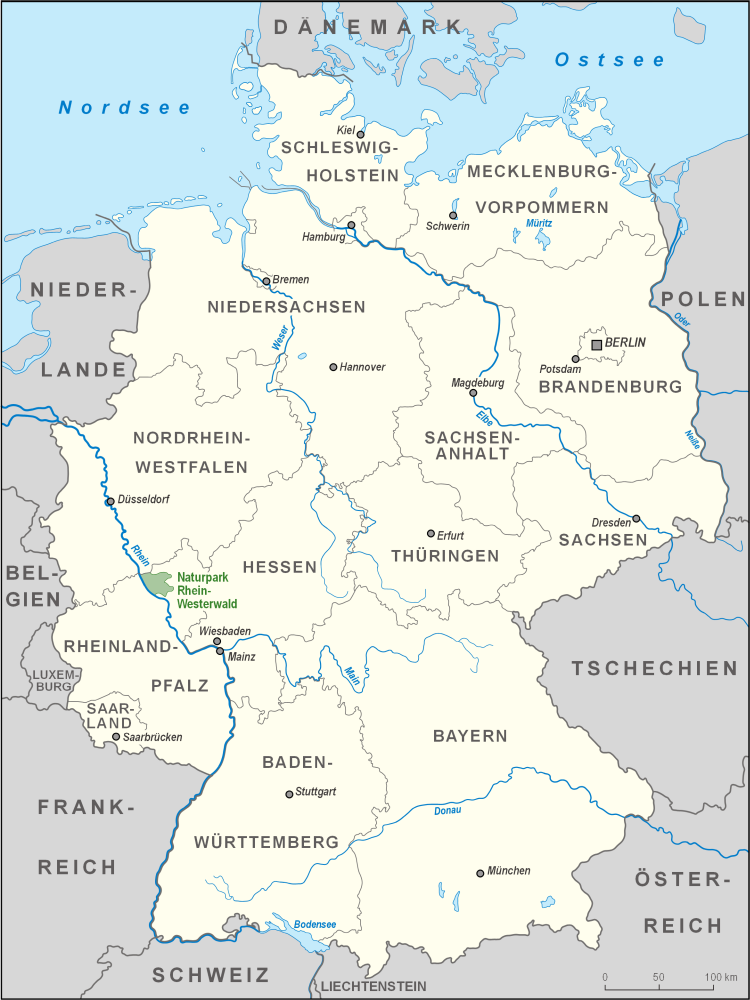
Lage des Naturparks Rhein-Westerwald

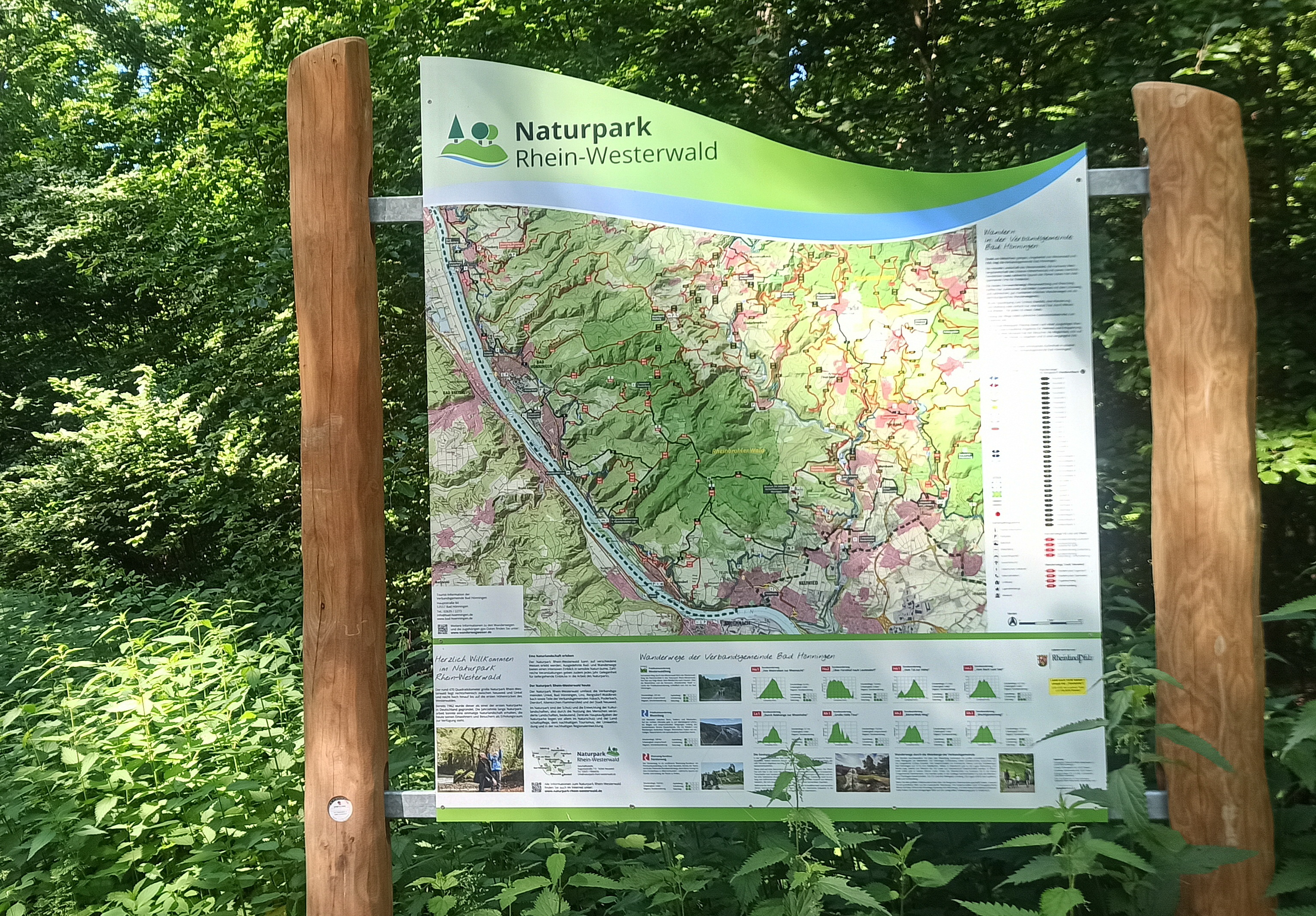
Anzeigetafel im Naturpark. Foto aus Juni 2021

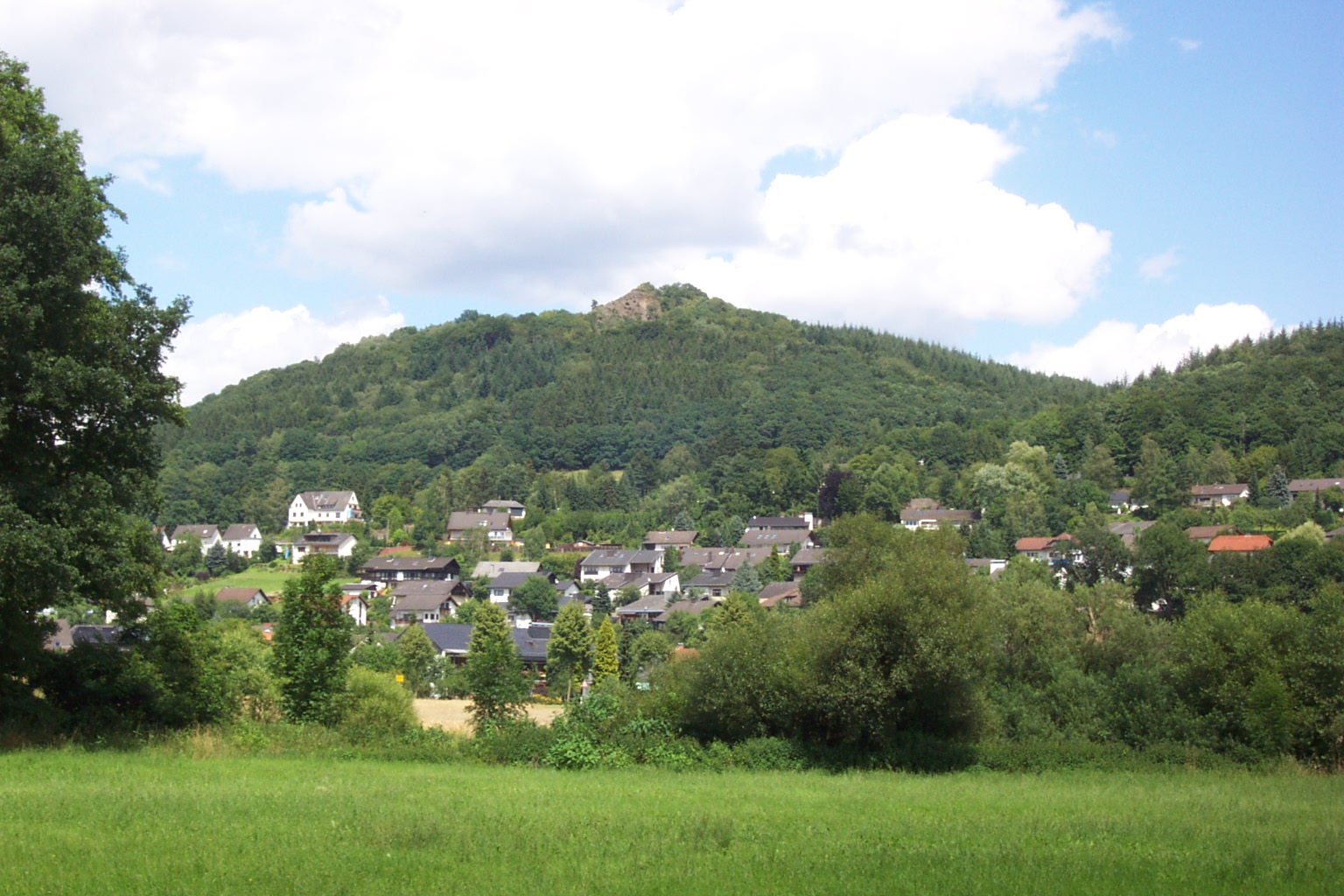
Ortsansicht von Roßbach an der Wied

Der rund 470 km² große Naturpark Rhein-Westerwald liegt rechtsrheinisch im Norden des Bundeslandes Rheinland-Pfalz zwischen Neuwied und Unkel und reicht vom Rhein über die rechtsrheinischen Terrassen hoch hinauf bis auf die ersten Höhenrücken des Niederwesterwaldes. Der Naturpark Rhein-Westerwald ist mit seinen über 50 Jahren einer der ältesten Naturparks in Deutschland. Er wurde 1962 gegründet und feierte im Jahr 2012 sein 50-jähriges Bestehen. Rechtsträger ist der Verein „Naturpark Rhein-Westerwald e. V.“.
Grundlage für den Naturpark Rhein-Westerwald bildet eine Landesverordnung aus dem Jahr 1978, die vom rheinland-pfälzischen Minister für Landwirtschaft, Weinbau und Umweltschutz erlassen wurde und in § 4 Absatz 1 dessen Schutzzweck regelt:
„Schutzzweck für den gesamten Naturpark ist die Erhaltung der landschaftlichen Eigenart, Schönheit und des für Langzeit- und Kurzurlaub besonderen Erholungswertes des weitgehend von Bebauung und Eingriffen in die Landschaft unberührten Vorderen Westerwaldes sowie der rechtsseitigen Rheinhänge zwischen Neuwied und der nördlichen Landesgrenze“.

## Lage
Der Naturpark umfasst Teile des Landkreises Neuwied und des Landkreises Altenkirchen. Folgende Verbandsgemeinden und Städte liegen im Naturpark:

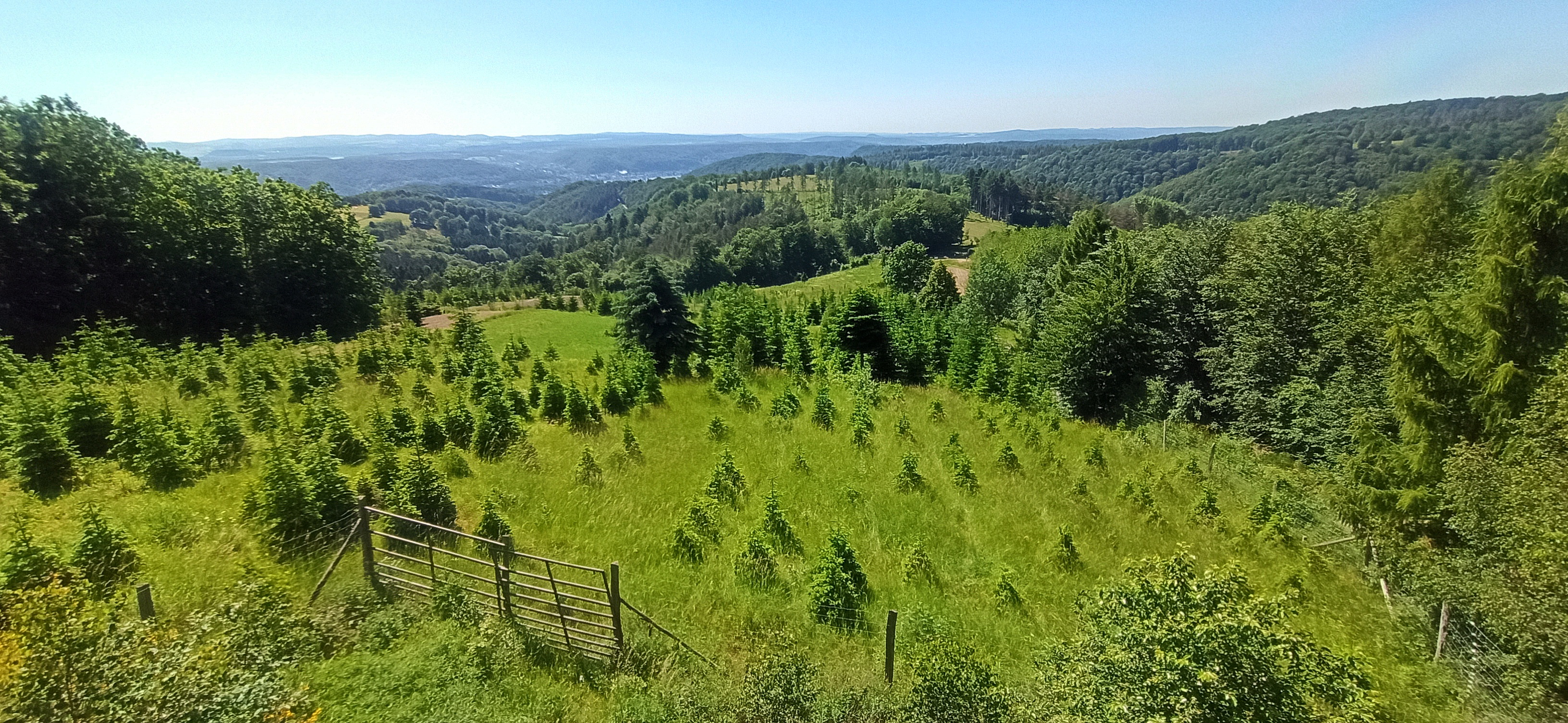
Weitblick vom Verlauf des Limes im Rheinbrohler Wald (Römerturm IX) auf Rheintal und Eifel, Juni 2021

- Asbach,
- Bad Hönningen,
- Dierdorf,
- Flammersfeld,Weitblick vom Verlauf des Limes im Rheinbrohler Wald (Römerturm IX) auf Rheintal und Eifel, Juni 2021
- Linz am Rhein,
- Stadt Neuwied,
- Puderbach,
- Rengsdorf-Waldbreitbach,
- Unkel.

## Kernzonen
Als Kernzonen sind der Rheinbrohler Wald, der Heimbacher Wald, der Märker Wald, das Fockenbachtal und die Lahrer Herrlichkeit ausgewiesen worden.
Für diese fünf Kernzonen ist es ein zusätzlicher Schutzzweck, eine Erholung in der Stille zu ermöglichen.

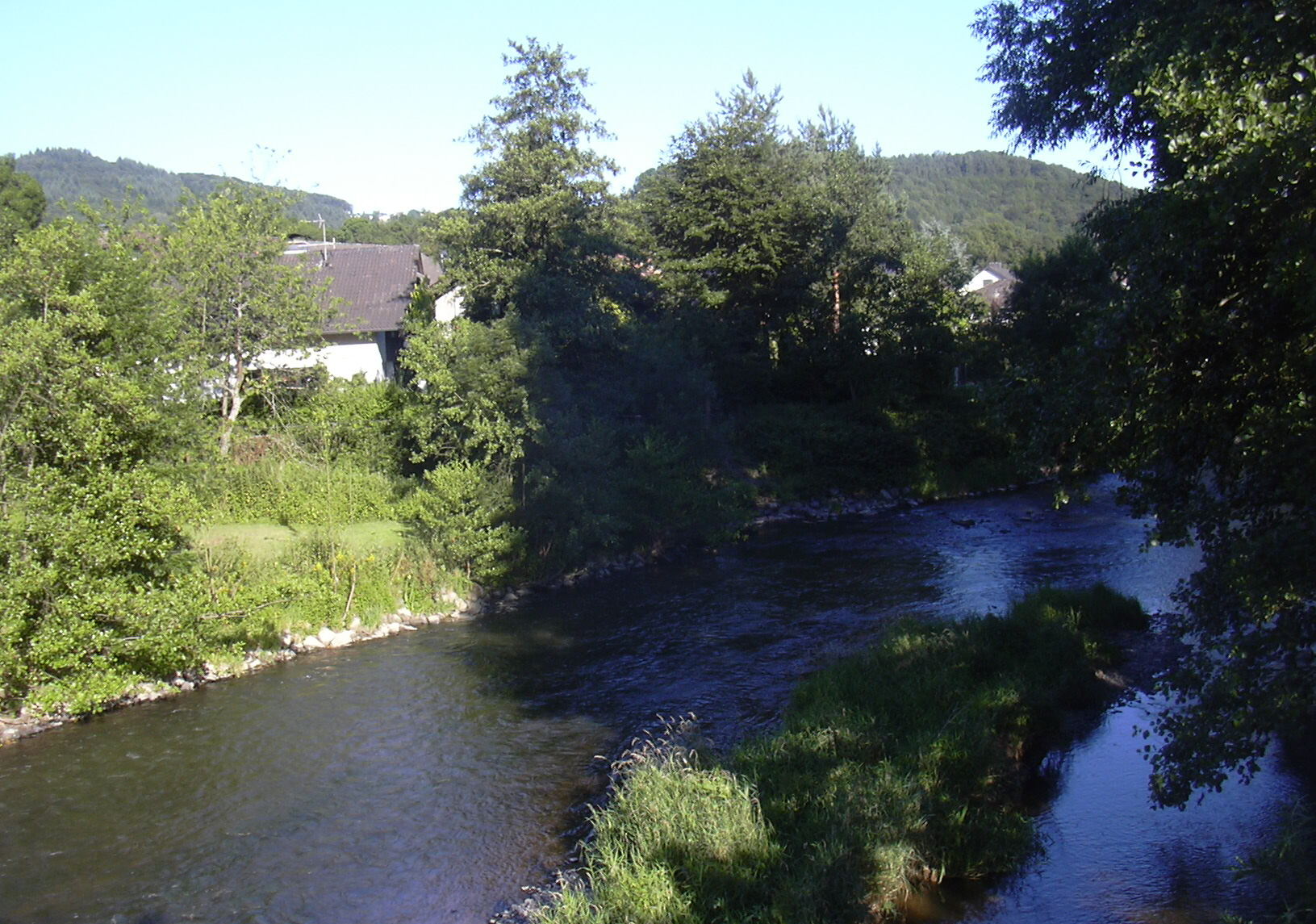
Die Wied bei Niederbreitbach an der Fockenbachmündung

## Naturräume
Im Wesentlichen besteht der Naturpark aus den folgenden naturräumlichen Landschaften, folgt jedoch nicht exakt den naturräumlichen Grenzen, sondern denen der beteiligten Verbandsgemeinden – und umso mehr den Landesgrenzen, weshalb alle nordrhein-westfälischen Teile der Naturräume außerhalb des Naturparks liegen (zunächst im Nordteil, dann im Südteil von Westen nach Osten):
- (zu 292 Unteres Mittelrheingebiet)
  - 292.3 Linzer Terrasse
- (zu 324 Niederwesterwald)
  - 324.9 Rheinwesterwälder Vulkanrücken
  - 324.80 Asbacher Hochfläche
  - 324.4 Rhein-Wied-Rücken
  - 324.5 Waldbreitbacher Wiedtal
  - 324.6 Sayn-Wied-Hochfläche

Die Einheiten 324.4 bis 324.6 sowie 324.9 hatten, zusammen mit dem Siebengebirge, im Handbuch der naturräumlichen Gliederung Deutschlands ursprünglich (Karte von 1954 und 4. Lieferung 1957) die Haupteinheit 325 Rheinwesterwald gebildet, die jedoch in der Karte von 1960 bereits in die größere Haupteinheit 324 eingegliedert wurde. Das Gebiet des Naturparks entspricht in etwa der landläufig als Vorderwesterwald bezeichneten Landschaft.